# Associació Catalana del Síndrome X-Fràgil
L'Associació Catalana X Fràgil és una entitat que des del 1995 agrupa a familiars i professionals al voltant de la Síndrome X fràgil per oferir ajuda als afectats i sensibilitzar la societat. Entre altres activitats organitzen congressos internacionals, passejades o visites al Camp Nou.
El 2015, amb motiu del vintè aniversari de l'entitat, es va fer un congrés internacional al Tecnocampus de Mataró on també es va parlar d'altres problemàtiques associades com la Síndrome d'atàxia i tremolor associada a X fràgil o FXTAS, una malaltia neurodegenerativa que afecta a persones grans portadores de la SXF.
La síndrome del cromosoma X fràgil (SXF) és un trastorn genètic de transmissiò familiar lligat al cromosoma X, que pot causar dificultats que poden anar des de problemes d'aprenentatge fins a una disminució en la capacitat intel·lectual. Afecta 1 de cada 4.000 nens i 1 de cada 6.000 nenes, i 1 de cada 250 dones n'és portadora sense tenir manifestacions evidents.